# Фридеман, Гуннар
Гуннар Фридеман (1909—1942:54) — эстонский шахматист.
Победитель 3-го чемпионата Эстонии (1932/1933):55. На чемпионате страны 1934/1935 поделил первое место с П. Кересом (проиграл в дополнительном матче за 1-е место со счётом 1 : 2):81. В составе сборной Эстонии — участник трёх Олимпиад (1935—1939).
Немец по национальности, в 1940 году покинул Эстонию и погиб во время Второй мировой:54. Убит в 1942 или 1944 году под Новгородом, возможно, похоронен на одном из кладбищ немецко-фашистских войск под Новгородом.
Мнение Л. Лаурине о стиле игры Гуннара Фридемана:

Стиль моей игры строго позиционный, а это, как известно, уменьшает шансы на победу. Таков стиль Тюрна — ему гораздо труднее выигрывать, чем например, комбинирующему Фридеману, который ищет не самый правильный, а самый богатый возможностями ход:60.

## Результаты на шахматных олимпиадах
| Год  | Город        | Турнир                  | +  | − | = | Результат | Место |
| ---- | ------------ | ----------------------- | -- | - | - | --------- | ----- |
| 1935 | Варшава      | 6-я Олимпиада           | 6  | 6 | 7 | 9½ из 19  |       |
| 1936 | Мюнхен       | Неофициальная Олимпиада | 9  | 5 | 6 | 12 из 20  |       |
| 1937 | Стокгольм    | 7-я Олимпиада           | 6  | 2 | 5 | 8½ из 13  |       |
| 1939 | Буэнос-Айрес | 8-я Олимпиада           | 11 | 3 | 3 | 12½ из 17 | 3 1   |